# Je suis malade
«Je suis malade» (фр. Я болен) — песня французского певца, автора-исполнителя Сержа Лама. Вышла в 1973 году (отдельным синглом и на одноимённом альбоме).

## Авторы
Текст песни написал Серж Лама, музыку Алиса Дона.

## Популярность
Оригинальная версия Сержа Лама не была особо популярной во Франции. Когда сингл с ней вышел, теле- и радиостанции предпочли сторону «Б» — песню «Les p’tites femmes de Pigalle» — и чаще ставили в эфир её.

## Список треков
7"-й сингл (Philips 6009 402, Франция, 1973)
A. «Je suis malade» (3:59)
B. «Les p’tites femmes de Pigalle» (2:30)

## Чарты

### Версия Сержа Лама
| Чарты (1973)                   | Высш. поз. |
| ------------------------------ | ---------- |
| Бельгия/Валлония (Ultratop 50) | 8          |

| Чарты (2017)                                       | Высш. поз. |
| -------------------------------------------------- | ---------- |
| Бельгия/Валлония (Ultratop Back Catalogue Singles) | 41         |

### Версия Далиды
| Чарты (1973)                   | Высш. поз. |
| ------------------------------ | ---------- |
| Бельгия/Валлония (Ultratop 50) | 25         |

| Чарты (2017)   | Высш. поз. |
| -------------- | ---------- |
| Франция (SNEP) | 113        |